# Ariadne pupillata
Ariadne pupillata är en fjärilsart som beskrevs av Hans Fruhstorfer 1896. Ariadne pupillata ingår i släktet Ariadne och familjen praktfjärilar. Inga underarter finns listade i Catalogue of Life.